# 帕图布拉加杜
帕图布拉加杜是巴西巴拉那州的一个市镇。总面积135.285平方公里，总人口4867人，人口密度36人/平方公里。